# Lepisorus excavatus
Lepisorus excavatus är en stensöteväxtart som först beskrevs av Jean Baptiste Bory de Saint-Vincent och Carl Ludwig Willdenow, och fick sitt nu gällande namn av Ren-Chang Ching. Lepisorus excavatus ingår i släktet Lepisorus och familjen Polypodiaceae. Inga underarter finns listade.